# Безлюдний
Безлюдний (рос. Безлюдный) — селище у Каргатському районі Новосибірської області Російської Федерації.
Входить до складу муніципального утворення Беркутовська сільрада. Населення становить 175 осіб (2010).

## Історія
Згідно із законом від 2 червня 2004 року органом місцевого самоврядування є Беркутовська сільрада.

## Населення
| 2002 | 2007 | 2010 |
| ---- | ---- | ---- |
| 223  | ↘209 | ↘175 |